# Joan Blanc
Joan Blanc (* wirksam um 1360 in Katalonien) war ein mittelalterlicher katalanischer Dichter und Troubador.

## Leben und Werk
Joan Blanc nahm an den mittelalterlichen Jocs Florals von Toulouse teil. Er gewann dort mit dem Lied in okzitanischer Sprache Ai las, amors, no faretz gran conquesta (um 1360, „Ach mein Gott, Die Liebe, Du wirst die Frau doch nicht für dich gewinnen.“) den Preis der Viola bei diesen Wettbewerben. Dieses Lied ist die einzig erhaltene Komposition des Dichterkomponisten.
Das Lied besteht aus fünf Strophen in einem speziellen Reimsystem und einem vierzeiligen Refrain, der der Heiligen Maria gewidmet ist.